# Marcel Bleustein-Blanchet
Marcel Bleustein-Blanchet (Enghien-les-Bains, 21 agosto 1906 – Parigi, 11 aprile 1996) è stato un pubblicitario francese.

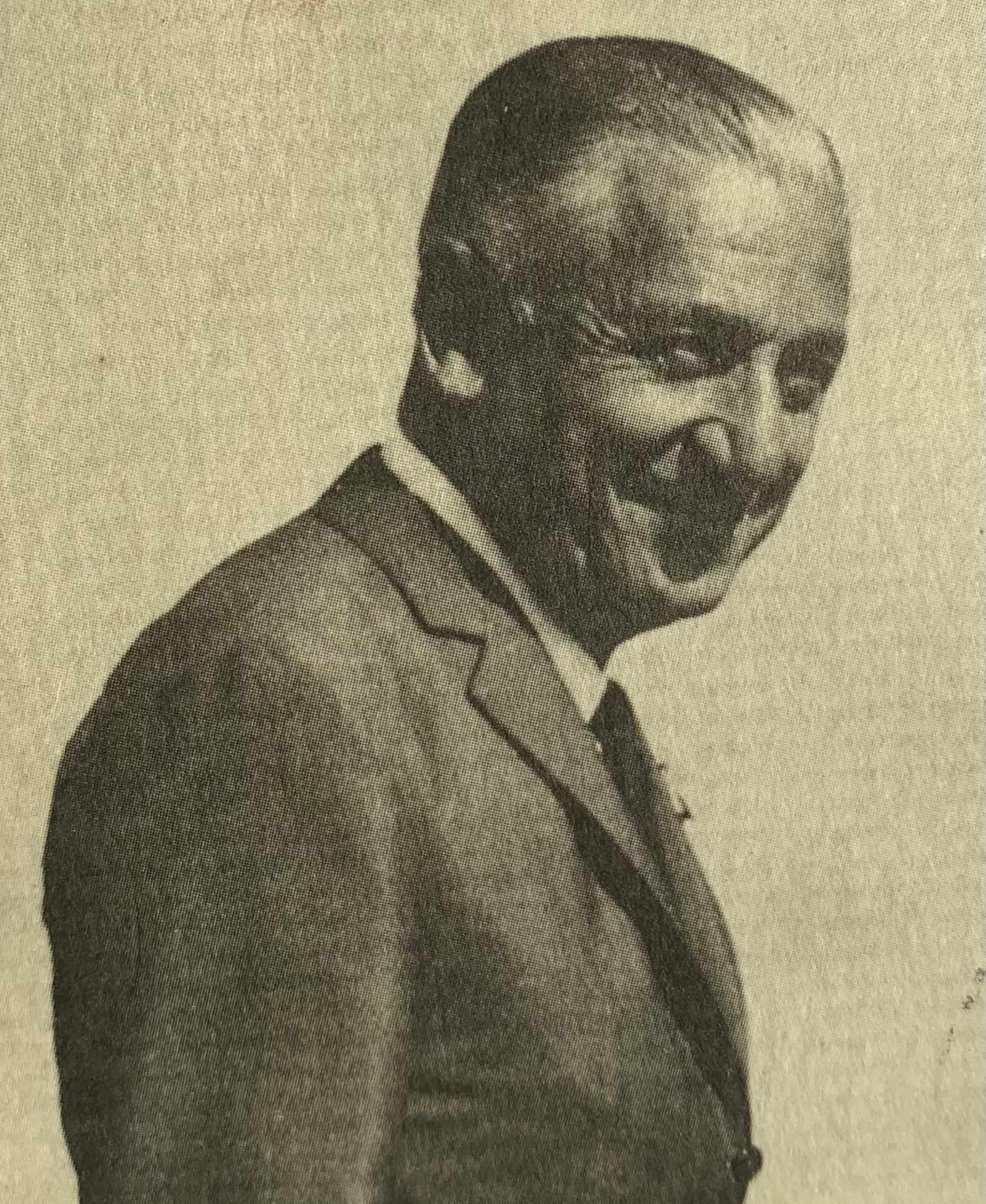
Marcel Bleustein-Blanchet

È noto soprattutto per aver fondato l'agenzia pubblicitaria Publicis. Riposa presso il cimitero parigino di Bagneux (4ème Division), vicino a sua moglie Sophie Vaillant (1916-1999), da cui ha avuto tre figli, Marie-Françoise, deceduta in un incidente d'auto nel 1968, Élisabeth Badinter (moglie di Robert Badinter), e Michèle.

## Biografia

### Gli inizi
Autodidatta, figlio di Abraham Bleustein, un negoziante ebreo di mobili a Enghien-les-Bains, a partire dai quattordici anni iniziò a seguire le impronte paterne come semplice venditore di mobili sul boulevard Barbès. Si lanciò presto nella pubblicità (la «réclame» dell'epoca) fondando l'agenzia Publicis nel 1926 in un piccolo appartamento di Montmartre. Il nome della sua agenzia fu composto a partire dalla parola "pubblicità" e dell'ultima cifra della sua data di nascita (six, sei in francese). Suo padre gli disse «venderai aria fritta». Pubblicitario di talento, Marcel immaginò numerosi slogan di cui si ha traccia nel linguaggio comune francese ancora ai giorni nostri.

### Un pioniere della radio
Nel 1935, Marcel Bleustein comprò la stazione radio privata Radio LL, che ribattezzò Radio Cité. Introdusse in Francia il primo giornale radio e permise a Édith Piaf, presentatagli da Jacques Canetti, allora direttore artistico della stazione, di cantare alla radio per la prima volta nella sua carriera. È stato inoltre colui che ha inventato gli slogan cantati per la radio. La stazione conferisce a Marcel Bleustein un considerevole potere, e gli permette di accedere alle personalità più importanti dello Stato, che comprendono alla fine l'importanza del mezzo radiofonico. In occasione dell'Anschluss da parte di Hitler, il presidente del Consiglio Léon Blum fu svegliato in piena notte e portato a Radio Cité per effettuarvi il primo commento d'attualità a caldo ed in diretta della storia della radio francese. Marcel Bleustein fu poi cooptato nel progetto italo-francese per la realizzazione della radio pirata Radio Mont Blanc con sede ad Aosta e ripetitore a 3930 metri di quota, in località Aiguilles de Trélatête, sul confine italo-francese nelle Alpi del Monte Bianco, da dove era possibile illuminare Ginevra, Annecy, Chambéry, Grenoble, Lione e Digione. La finalità dell'operazione era duplice: creare una stazione concorrente di Europe 1 e Radio Monte Carlo e dall'altra determinare la soppressione del monopolio radiotelevisivo pubblico in Francia.

### Durante la guerra
Nel 1939, a guerra dichiarata, Marcel Bleustein sposò Sophie Vaillant, nipote di Édouard Vaillant (politico socialista francese).
Arruolato come pilota d'aereo, partecipò alla Resistenza francese sotto lo pseudonimo di Blanchet. All'arrivo dei Tedeschi a Parigi nel giugno 1940, perse sia Publicis che Radio Cité, dichiarate «aziende ebree» da parte delle autorità d'occupazione. Fu messa una taglia sulla sua testa e partecipò attivamente alla Resistenza, cosa che gli varrà la Croix de guerre 1939-1945 ed il grado di Cavaliere della Légion d'honneur. Sarà promosso al grado di comandante dal generale Édouard Corniglion-Molinier e successivamente a quello di Grande Ufficiale da François Mitterrand.
A guerra finita, Marcel Bleustein-Blanchet (conservò Blanchet per ragioni amministrative), ritrovò Publicis e prese di persona il telefono per chiamare i suoi vecchi clienti e trovarne dei nuovi. Tutti gli assicurarono il loro sostegno e promisero di ritornare «quando avrebbero avuto qualcosa da vendere». Marcel li convinse a pubblicizzare i loro prodotti prima che i concorrenti prendessero il loro posto nel cuore dei consumatori. Con la forza della determinazione, Bleustein-Blanchet sviluppò rapidamente il gruppo per farne presto il numero uno del settore pubblicitario prima in Francia, e successivamente a livello europeo.

### Una reputazione internazionale
Nel 1956, il New York Times gli dedicò un importante articolo in occasione della fondazione di Publicis negli Stati Uniti. Dopo l'incontro con George Gallup, inventore dei sondaggi, che aveva conosciuto prima della guerra a New York, introdusse i sondaggi d'opinione in Francia e creò in Publicis un dipartimento di ricerca fondato sui rivoluzionari metodi americani. In questo modo, contribuì a fare della pubblicità una professione seria e rispettata. Fu anche il primo a lanciare in Francia il concetto di drugstore all'americana nel 1957, evento cui è collegata l'esistenza del drugstore Publicis su Champs-Élysées a Parigi. A partire dagli anni 1970, Publicis divenne internazionale e poi mondiale, per divenire, sotto l'impulso di Maurice Lévy, successore di Marcel Bleustein-Blanchet a partire dal 1987, il terzo gruppo mondiale del settore comunicazione (posizione raggiunta nel 2010).
Il 10 gennaio 2008, quasi dodici anni dopo la sua scomparsa, l'American Advertising Federation (AAF) ha annunziato l'entrata di Marcel Bleustein-Blanchet nell'Advertising Hall of Fame.  Bleustein-Blanchet è stato il primo pubblicitario non americano ad esservi ammesso accanto a leggende come Leo Burnett, Raymond Rubicam e William Bernbach.

## Opere
- Sur mon antenne, éd. Défense de la France, 1948
- La rage de convaincre, Robert Laffont, 1970
- La Nostalgie du futur, Robert Laffont, 1976
- Mémoires d'un lion, Perrin, 1988
- Les mots de ma vie, Robert Laffont, 1990
- La traversée du siècle (avec Jean Mauduit), Robert Laffont, 1994

## Filmografia
- Monsieur Pub, di Mille Olivier, TV5, 2009.